# Cân bằng hóa học
Trong phản ứng hoá học, cân bằng hoá học là trạng thái mà cả chất phản ứng và sản phẩm đều có nồng độ không có xu hướng thay đổi theo thời gian nhưng chúng không bằng nhau, do đó, không có sự thay đổi có thể quan sát được về tính chất của hệ thống. Thông thường, trạng thái này có kết quả khi phản ứng thuận tiến hành với tốc độ tương tự như phản ứng nghịch. Tốc độ phản ứng của các phản ứng thuận và nghịch thường không bằng 0 nhưng bằng nhau. Thành phần của các chất tại trạng thái cân bằng không thay đổi. Do đó, không có thay đổi nào về nồng độ của chất phản ứng và (các) sản phẩm phản ứng. Trạng thái như vậy được gọi là trạng thái cân bằng động.

## Lịch sử
Khái niệm cân bằng hoá học được phát triển sau khi Berthollet (1803) phát hiện ra rằng một số phản ứng hoá học có thể đảo ngược.
Vào đầu thế kỉ XIX, Berthollet đã quan sát thấy sự hình thành các tinh thể natri cacbonat trong một hồ muối. Điều này khiến ông đề xuất khái niệm về phản ứng thuận nghịch, trong đó, các sản phẩm có thể phản ứng tạo thành chất phản ứng trong những điều kiện cụ thể.
Trong khi những ý tưởng ban đầu của Berthollet vấp phải một số phản đối thì công trình của ông đã đặt nền móng cho việc khám phá sâu hơn về trạng thái cân bằng hoá học và động học phản ứng.

## Hằng số cân bằng
Đối với bất kì hỗn hợp phản ứng nào tồn tại ở trạng thái cân bằng, tốc độ của các phản ứng thuận và nghịch (ngược) là bằng nhau. Trong những điều sau đây phương trình hoá học với mũi tên chỉ cả hai cách để chỉ ra trạng thái cân bằng, A và B là chất phản ứng, S và T là sản phẩm, α, β, σ và τ là hệ số cân bằng hoá học của các chất phản ứng tương ứng và các sản phẩm:
α   A + β   B ⇌ σ   S + τ   T
Vị trí nồng độ cân bằng của một phản ứng được cho là nằm "ở bên phải" nếu ở trạng thái cân bằng, gần như tất cả các chất phản ứng được dùng hết. Ngược lại, vị trí cân bằng được gọi là "ở bên trái" nếu hầu như không có sản phẩm nào được hình thành từ các chất phản ứng.
Guldberg và Waage (1865), dựa trên ý tưởng của Berthollet, đã đề xuất định luật phản ứng khối lượng:
{\displaystyle {\begin{aligned}v_{t}&=k_{+}{\ce {A}}^{\alpha }{\ce {B}}^{\beta }\\v_{n}&=k_{-}{\ce {S}}^{\sigma }{\ce {T}}^{\tau }\end{aligned}}}
Trong đó, A, B, S và T là các khối lượng hoạt động; vt là tốc độ phản ứng thuận; vn là tốc độ phản ứng nghịch và k+ và k- là các hằng số tốc độ. Vì ở trạng thái cân bằng tốc độ thuận và nghịch đều bằng nhau:
{\displaystyle k_{+}\left[{\ce {A}}\right]^{\alpha }\left[{\ce {B}}\right]^{\beta }=k_{-}\left[{\ce {S}}\right]^{\sigma }\left[T\right]^{\tau }}
Và tỉ lệ của hằng số tốc độ cũng là một hằng số, hiện được gọi là hằng số cân bằng:
{\displaystyle K_{c}={\frac {k_{+}}{k_{-}}}={\frac {[{\ce {S}}]^{\sigma }[{\ce {T}}]^{\tau }}{[{\ce {A}}]^{\alpha }[{\ce {B}}]^{\beta }}}}
Với [A], [B], [S], [T] là nồng độ mol/l của A, B, S, T.
Chất rắn không được tính vào Kc.